# Abanycha
Abanycha es un género de escarabajos de cuernos largos de la subfamilia Lamiinae,  que contiene las siguientes especies: 
- Abanycha bicolor (Gahan, 1889)
- Abanycha bicoloricornis Galileo y Martins, 2009
- Abanycha fasciata Galileo y Martins, 2005
- Abanycha pectoralis Martins y Galileo, 2004
- Abanycha pulchricollis (Bates, 1885)
- Abanycha sericipennis (Bates, 1885)
- Abanycha urocosmia (Bates, 1881)